# Trolejbusy w Chaskowie
Trolejbusy w Chaskowie − system komunikacji trolejbusowej działający w bułgarskim mieście Chaskowo.
Trolejbusy w Chaskowie uruchomiono w 1993.

## Linie
W Chaskowie istnieją dwie linie trolejbusowe.

## Tabor
Sieć w Chaskowie obsługuje 6 trolejbusów:
- ZiU-9 − 2 trolejbusów
- Škoda 14Tr −4 trolejbusy